# SG Rodheim
Die Sportgemeinschaft Rodheim v.d.H. e.V. ist ein deutscher Sportverein mit Sitz im Stadtteil Rodheim vor der Höhe der hessischen Stadt Rosbach vor der Höhe im Wetteraukreis.

## Abteilungen

### Volleyball
Die erste Männer-Mannschaft schaffte zur Saison 1983/84 von der Regionalliga den Aufstieg in die 2. Bundesliga Süd. Mit 16:20 Punkten konnte die Mannschaft am Ende der Spielzeit die Klasse über den sechsten Platz dann auch halten. Nach der Folgesaison reichte es dann aber nur noch für 4:32 Punkten, was am Ende den letzten Platz und den Wiederabstieg bedeutete.
Danach stieg die Mannschaft zur Saison 1998/99 noch einmal in die zweite Liga auf, stieg nach dieser Runde aber auch sofort wieder ab. Gleiches spielte sich dann noch einmal zur Saison 2007/08 ab, wo die Mannschaft nach dem Aufstieg mit 10:42 Punkten als Tabellenletzter sofort wieder absteigen musste.
Mit der Einführung der neuen Dritten Liga, war die Mannschaft dann sofort in der ersten Saison 2012/13 dabei und wurde hier in die Staffel Süd einsortiert. Mit 22:14 Punkten konnte man sich hier nach dem Ablauf der Spielzeit auf dem dritten Platz positionieren. Nach einem vierten Platz in der Folgesaison reichte es nach der Spielzeit 2014/15 jedoch nicht mehr für den Klassenerhalt und die Mannschaft musste in die mittlerweile viertklassige Regionalliga zurück. Zur Saison 2016/17 stieg die Mannschaft zwar noch einmal in die Dritte Liga auf und platzierte sich hier am Saisonende mit 19 Punkten auch auf dem fünften Platz, jedoch zog sich die Mannschaft zur nächsten Saison wieder zurück.